# Helena Serbska
Helena Karadziordziewić, serb. Јелена Карађорђевић, serb.-chorw. Jelena Karađorđević, ros. Елена Петровна Карагеоргиевич (ur. 4 listopada 1884 w Cetynii, zm. 16 października 1962 w Nicei) – serbska arystokratka, księżniczka rodowa, królewna Serbii, następnie Serbów, Chorwatów i Słoweńców jako córka Piotra I Wyzwoliciela, księżna krwi imperatorskiej jako żona Ioanna Romanowa.

## Życiorys
Urodziła się jako najstarsza córka gen. Piotra Karadziordziewicia (1844–1921) oraz Zorki Petrowić-Niegosz (1864–1890), księżniczki czarnogórskiej. Miała młodsze rodzeństwo: siostrę Milenę (1886–1887) oraz braci Jerzego (1887–1972), Aleksandra (1888–1934) i Andrzeja (1890). Gdy miała 6 lat zmarła jej matka, a opiekę nad dziewczynką przejęły ciotki Milena i Anastazja Petrowić-Niegoszówny, mieszkające w Petersburgu. Tam otrzymała wykształcenie podstawowe, zapewnione przez guwernantów Romanowów. Następnie uczęszczała do Instytutu Smolnego.
21 września 1904 wraz z koronacją ojca, otrzymała tytuł królewny Serbii, przemianowany później na Serbów, Chorwatów i Słoweńców (1 grudnia 1918).

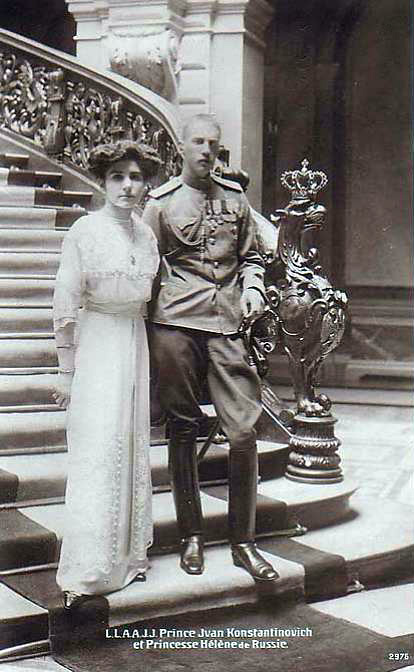
Księżniczka Helena i książę Ioann. Zdjęcie wykonane podczas zaręczyn.

Dzięki ciotce Helenie Petrowić-Niegosz, która była królową Włoch, poznała księcia Ioanna Romanowa. Jego oświadczyny zaskoczyły rodzinę, ponieważ planował zostać mnichem. Pobrali się 3 września 1911 roku w kaplicy Piotra i Pawła w pałacu Peterhof w Petersburgu.
Podczas wojen bałkańskich ufundowali szpital we Vranje, a księżna wyjechała do Serbii opiekować się rannymi. Pracowała w szpitalu również po wybuchu I wojny światowej, ufundowała też pociąg szpitalny.
Po ślubie Helena rozpoczęła studia medyczne na Petersburskim Uniwersytecie Państwowym, ale po urodzeniu pierwszego dziecka w 1914 roku musiała zrezygnować z dalszej nauki. Para miała dwójkę dzieci: Wosiewołoda Iwanowicza Romanowa (1914–1973) i Katarzynę Iwanowną Romanową (1915-2007). Córka Katarzyna wyszła za mąż za Ruggiero Farace di Villaforesta i miała trójkę dzieci oraz siedmiu wnuków.
Mąż Heleny został aresztowany po wybuchu rewolucji w Rosji w 1917 roku. Uwięziono go w Jekaterynburgu, a potem bolszewicy przenieśli go do Ałapajewska w obwodzie swierdłowskim. Helena, która dobrowolnie towarzyszyła mężowi, została przez niego namówiona do opuszczenia Ałapajewska i powrotu do dwójki ich małych dzieci, które zostawiła z matką Ioanna, wielką księżną Elżbietą. Ioann został zamordowany 18 lipca 1918 roku razem z wielką księżną Elżbietą Romanową, wielkim księciem Siergiuszem Romanowem, braćmi Ioanna księciem Konstantym Romanowem i księciem Igorem Romanowem, dalekim kuzynem księciem Włodzimierzem Pawłowiczem Paley, sekretarzem księcia Siergieja, Fiodorem Remezem oraz Barbarą Jakowlewą. Bolszewicy zagonili ich do lasu, wepchnęli do opuszczonego szybu, a następnie wrzucili do niego granaty.
W czerwcu 1918 roku Helena pojechała do Jekaterynburga, licząc na spotkanie z carem, ale nie pozwolono jej wejść do Domu Ipatiewa grożąc rozstrzelaniem. Poprosiła o pozwolenie na spotkanie CZEKA, ale wcześniej została aresztowana i uwięziona w Permie. Szwedzcy dyplomaci uzyskali pozwolenie, aby wielka księżna Elżbieta mogła w październiku 1918 roku opuścić Rosję na pokładzie szwedzkiego statku Angermanland razem z dziećmi Heleny, Wsiewołodem i Katarzyną oraz dwójką swoich młodszych dzieci: Jerzym Konstantynowiczem Romanowem i Werą Konstantynową Romanową. Helena przebywała w więzieniu w Permie, dopóki po interwencji norweskich dyplomatów nie została przeniesiona do pałacu kremlowskiego. Po zwolnieniu pozwolono jej wyjechać i dołączyć do swoich dzieci w Szwecji. Na stałe zamieszkała we Francji w Nicei. Powtórnie nie wyszła za mąż.

## Upamiętnienie
- 11 września 2019 roku w Muzeum Wojewodiny w Nowym Sadzie została otwarta wystawa poświęcona życiu księżniczki Heleny Karađorđević[8].